# The Band Master
The Band Master é um curta-metragem de comédia mudo norte-americano, realizado em 1917, com o ator cômico Oliver Hardy.

## Elenco
- Billy West - Billy, líder de banda
- Oliver Hardy - (como Babe Hardy)